# ريتشارد برودي (لاعب كريكت)
ريتشارد برودي (9 سبتمبر 1813 - 18 يناير 1872) (بالإنجليزية: Richard Brodie)‏ هو لاعب كريكت أسترالي.

## وصلات خارجية
- ريتشارد برودي على موقع إي آس بي آن كريك إنفو (الإنجليزية)